# Приз за лучшую режиссуру (Каннский кинофестиваль)
Приз за лучшую режиссуру (фр. Prix de la mise en scène) — традиционная награда Каннского кинофестиваля, которой жюри отмечает лучшего постановщика, участвующего в основном конкурсе.

## Список лауреатов

### 1940-е
| Год  | Режиссёр                | Название фильма         | Оригинальное название фильма | Прим.                   |
| ---- | ----------------------- | ----------------------- | ---------------------------- | ----------------------- |
| 1946 | Рене Клеман             | «Битва на рельсах»      | La Bataille du rail          | [ 1 ]                   |
| 1947 | Приз не вручался        | Приз не вручался        | Приз не вручался             | Приз не вручался        |
| 1948 | Фестиваль не проводился | Фестиваль не проводился | Фестиваль не проводился      | Фестиваль не проводился |
| 1949 | Рене Клеман             | «У стен Малапаги»       | Le mura di Malapaga          | [ 2 ]                   |

### 1950-е
| Год  | Режиссёр                | Название фильма                | Оригинальное название фильма                                   | Прим.                   |
| ---- | ----------------------- | ------------------------------ | -------------------------------------------------------------- | ----------------------- |
| 1950 | Фестиваль не проводился | Фестиваль не проводился        | Фестиваль не проводился                                        | Фестиваль не проводился |
| 1951 | Луис Бунюэль            | «Забытые»                      | Los Olvidados                                                  | [ 3 ]                   |
| 1952 | Кристиан-Жак            | «Фанфан-тюльпан»               | Fanfan la Tulipe                                               | [ 4 ]                   |
| 1953 | Приз не вручался        | Приз не вручался               | Приз не вручался                                               | Приз не вручался        |
| 1954 | Приз не вручался        | Приз не вручался               | Приз не вручался                                               | Приз не вручался        |
| 1955 | Жюль Дассен             | «Мужские разборки»             | Du rififi chez les hommes                                      | [ 5 ]                   |
| 1955 | Сергей Васильев         | «Герои Шипки»                  | «Герои Шипки»                                                  | [ 5 ]                   |
| 1956 | Сергей Юткевич          | «Отелло»                       | «Отелло»                                                       | [ 6 ]                   |
| 1957 | Робер Брессон           | «Приговорённый к смерти бежал» | Un condamné à mort s’est échappé ou Le vent souffle où il veut | [ 7 ]                   |
| 1958 | Ингмар Бергман          | «На пороге жизни»              | Nära livet                                                     | [ 8 ]                   |
| 1959 | Франсуа Трюффо          | «Четыреста ударов»             | Les Quatre Cent Coups                                          | [ 9 ]                   |

### 1960-е
| Год  | Режиссёр         | Название фильма                     | Оригинальное название фильма                 | Прим.            |
| ---- | ---------------- | ----------------------------------- | -------------------------------------------- | ---------------- |
| 1960 | Приз не вручался | Приз не вручался                    | Приз не вручался                             | Приз не вручался |
| 1961 | Юлия Солнцева    | «Повесть пламенных лет»             | «Повесть пламенных лет»                      | [ 10 ]           |
| 1962 | Приз не вручался | Приз не вручался                    | Приз не вручался                             | Приз не вручался |
| 1963 | Приз не вручался | Приз не вручался                    | Приз не вручался                             | Приз не вручался |
| 1964 | Приз не вручался | Приз не вручался                    | Приз не вручался                             | Приз не вручался |
| 1965 | Ливиу Чулей      | «Лес повешенных»                    | Pădurea spânzuraţilor                        | [ 11 ]           |
| 1966 | Сергей Юткевич   | «Ленин в Польше»                    | «Ленин в Польше»                             | [ 12 ]           |
| 1967 | Ференц Коша      | «Десять тысяч дней»                 | Tízezer nap                                  | [ 13 ]           |
| 1968 | Приз не вручался | Приз не вручался                    | Приз не вручался                             | Приз не вручался |
| 1969 | Глаубер Роша     | «Дракон Зла против Святого Воителя» | O Dragão da Maldade contra o Santo Guerreiro | [ 15 ]           |
| 1969 | Войтех Ясны      | «Все добрые земляки»                | Všichni dobří rodáci                         | [ 15 ]           |

### 1970-е
| Год  | Режиссёр         | Название фильма                 | Оригинальное название фильма | Прим.            |
| ---- | ---------------- | ------------------------------- | ---------------------------- | ---------------- |
| 1970 | Джон Бурмен      | «Лео последний»                 | Leo The Last                 | [ 16 ]           |
| 1971 | Приз не вручался | Приз не вручался                | Приз не вручался             | Приз не вручался |
| 1972 | Миклош Янчо      | «Красный псалом»                | Még kér a nép                | [ 17 ]           |
| 1973 | Приз не вручался | Приз не вручался                | Приз не вручался             | Приз не вручался |
| 1974 | Приз не вручался | Приз не вручался                | Приз не вручался             | Приз не вручался |
| 1975 | Мишель Бро       | «Приказы»                       | Les Ordres                   | [ 18 ]           |
| 1975 | Коста-Гаврас     | «Специальное отделение»         | Section spéciale             | [ 18 ]           |
| 1976 | Этторе Скола     | «Отвратительные, грязные, злые» | Brutti, Sporchi E Cattivi    | [ 19 ]           |
| 1977 | Приз не вручался | Приз не вручался                | Приз не вручался             | Приз не вручался |
| 1978 | Нагиса Осима     | «Империя страсти»               | 愛の亡霊                     | [ 20 ]           |
| 1979 | Терренс Малик    | «Дни жатвы»                     | Days of Heaven               | [ 21 ]           |

### 1980-е
| Год  | Режиссёр          | Название фильма          | Оригинальное название фильма | Прим.            |
| ---- | ----------------- | ------------------------ | ---------------------------- | ---------------- |
| 1980 | Приз не вручался  | Приз не вручался         | Приз не вручался             | Приз не вручался |
| 1981 | Приз не вручался  | Приз не вручался         | Приз не вручался             | Приз не вручался |
| 1982 | Вернер Херцог     | «Фицкарральдо»           | Fitzcarraldo                 | [ 22 ]           |
| 1983 | Робер Брессон     | «Деньги»                 | 'L’Argent                    | [ 23 ]           |
| 1983 | Андрей Тарковский | «Ностальгия»             | «Ностальгия»                 | [ 23 ]           |
| 1984 | Бертран Тавернье  | «Воскресенье за городом» | Un dimanche à la campagne    | [ 24 ]           |
| 1985 | Андре Тешине      | «Рандеву»                | Rendez-vous                  | [ 25 ]           |
| 1986 | Мартин Скорсезе   | «После работы»           | After Hours                  | [ 26 ]           |
| 1987 | Вим Вендерс       | «Небо над Берлином»      | Der Himmel über Berlin       | [ 27 ]           |
| 1988 | Фернандо Соланас  | «Юг»                     | Sur                          | [ 28 ]           |
| 1989 | Эмир Кустурица    | «Время цыган»            | Dom za vesanje               | [ 29 ]           |

### 1990-е
| Год  | Режиссёр         | Название фильма     | Оригинальное название фильма | Прим.  |
| ---- | ---------------- | ------------------- | ---------------------------- | ------ |
| 1990 | Павел Лунгин     | «Такси-блюз»        | «Такси-блюз»                 | [ 30 ] |
| 1991 | Джоэл Коэн       | «Бартон Финк»       | Barton Fink                  | [ 31 ] |
| 1992 | Роберт Олтмен    | «Игрок»             | The Player                   | [ 32 ] |
| 1993 | Майк Ли          | «Обнажённая»        | Naked                        | [ 33 ] |
| 1994 | Нанни Моретти    | «Дорогой дневник»   | Caro diario                  | [ 34 ] |
| 1995 | Матьё Кассовиц   | «Ненависть»         | La Haine                     | [ 35 ] |
| 1996 | Джоэл Коэн       | «Фарго»             | Fargo                        | [ 36 ] |
| 1997 | Вонг Карвай      | «Счастливы вместе»  | 春光乍洩                     | [ 37 ] |
| 1998 | Джон Бурмен      | «Генерал»           | The General                  | [ 38 ] |
| 1999 | Педро Альмодовар | «Всё о моей матери» | Todo sobre mi madre          | [ 39 ] |

### 2000-е
| Год  | Режиссёр                     | Название фильма             | Оригинальное название фильма | Прим.  |
| ---- | ---------------------------- | --------------------------- | ---------------------------- | ------ |
| 2000 | Эдвард Янг                   | «Один и два»                | 一一                         | [ 40 ] |
| 2001 | Братья Коэн                  | «Человек, которого не было» | The Man Who Wasn’t There     | [ 41 ] |
| 2001 | Дэвид Линч                   | «Малхолланд Драйв»          | Mulholland Drive             | [ 41 ] |
| 2002 | Им Квон Тхэк                 | «Штрихи огня»               | Chi-hwa-seon                 | [ 42 ] |
| 2002 | Пол Томас Андерсон           | «Любовь, сбивающая с ног»   | Punch-Drunk Love             | [ 42 ] |
| 2003 | Гас Ван Сент                 | «Слон»                      | Elephant                     | [ 43 ] |
| 2004 | Тони Гатлиф                  | «Изгнанники»                | Exils                        | [ 44 ] |
| 2005 | Михаэль Ханеке               | «Скрытое»                   | Caché                        | [ 45 ] |
| 2006 | Алехандро Гонсалес Иньярриту | «Вавилон»                   | Babel                        | [ 46 ] |
| 2007 | Джулиан Шнабель              | «Скафандр и бабочка»        | Le Scaphandre et le papillon | [ 47 ] |
| 2008 | Нури Бильге Джейлан          | «Три обезьяны»              | Üç Maymun                    | [ 48 ] |
| 2009 | Брильянте Мендоса            | «Бойня»                     | Kinatay                      | [ 49 ] |

### 2010-е
| Год  | Режиссёр             | Название фильма           | Оригинальное название фильма | Прим.  |
| ---- | -------------------- | ------------------------- | ---------------------------- | ------ |
| 2010 | Матьё Амальрик       | «Турне»                   | Tournée                      | [ 50 ] |
| 2011 | Николас Виндинг Рефн | «Драйв»                   | Drive                        | [ 51 ] |
| 2012 | Карлос Рейгадас      | «После мрака свет»        | Post Tenebras Lux            | [ 52 ] |
| 2013 | Амат Эскаланте       | «Эли»                     | Heli                         | [ 53 ] |
| 2014 | Беннетт Миллер       | «Охотник на лис»          | The Foxcatcher               | [ 54 ] |
| 2015 | Хоу Сяосянь          | «Убийца»                  | 刺客聶隱娘                   | [ 55 ] |
| 2016 | Кристиан Мунджиу     | «Выпускной»               | Bacalaureat                  | [ 56 ] |
| 2016 | Оливье Ассеяс        | «Персональный покупатель» | Personal Shopper             | [ 56 ] |
| 2017 | София Коппола        | «Роковое искушение»       | The Beguiled                 | [ 57 ] |
| 2018 | Павел Павликовский   | «Холодная война»          | Zimna wojna                  | [ 58 ] |
| 2019 | Братья Дарденн       | «Молодой Ахмед»           | Le Jeune Ahmed               | [ 59 ] |

### 2020-е
| Год  | Режиссёр                | Название фильма         | Оригинальное название фильма    | Прим.                   |
| ---- | ----------------------- | ----------------------- | ------------------------------- | ----------------------- |
| 2020 | Фестиваль не проводился | Фестиваль не проводился | Фестиваль не проводился         | Фестиваль не проводился |
| 2021 | Леос Каракс             | «Аннетт»                | Annette                         | [ 60 ]                  |
| 2022 | Пак Чхан Ук             | «Решение уйти»          | 헤어질 결심                     | [ 61 ]                  |
| 2023 | Чан Ань Хунг            | «Рагу Додена Буффана»   | Le Pot-au-feu de Dodin Bouffant | [ 62 ]                  |